# Flèche de rabattement en France

Caractéristiques d’une flèche de rabattement en France

Dans le domaine de la signalisation routière horizontale, les flèches de rabattement annoncent le marquage qui fait obligation aux usagers circulant dans le sens de ces flèches d'emprunter la voie ou les voies situées du côté indiqué par celles-ci :
- à l'approche d'une ligne continue dans le cas d'une route à deux voies.
- à l'approche d'une ligne oblique de réduction du nombre de voies ou de rétrécissement de chaussée dans le cas d'une route à trois ou quatre voies.

L'emploi des flèches de rabattement est interdit sur les voies d'insertion en carrefour ainsi qu'en rabattement d'une voie pour véhicules lents sur une voie rapide.

## Dimensions[1]
Il n’existe qu’un seul type normalisé de flèche de rabattement. Sa longueur entre talon et pointe est de 6 mètres. La pointe de flèche a une longueur de 2,50 m mesurée le long de l’axe dans sa plus grande dimension.
Le dessin est très fin puisque le talon ne mesure que 36 cm de large. C’est le phénomène d’anamorphose qui fait paraître la flèche plus courte et ramassée.

## Implantation transversale
Sur les routes à deux voies, les flèches de rabattement sont implantées à cheval sur la ligne d'annonce : 
- la pointe de la flèche est positionnée à 50 cm de l’axe de la chaussée,
- le bord droit du talon est à 11 cm à gauche de l’axe de la chaussée.

Sur les routes à trois, quatre voies ou sur autoroute, les flèches de rabattement sont implantées suivant l'axe de la voie qui est supprimée : la voie supprimée est alors, sauf cas exceptionnel, la voie la plus à gauche dans le sens de circulation considéré.

## Nombre et règles d'implantation
Le nombre de flèches de rabattement est de trois.
Exceptionnellement, il peut être réduit à deux, en agglomération, dans le cas où il n'y a pas la longueur suffisante pour implanter trois flèches de rabattement.
Dans le cas d'un rétrécissement de chaussée ou d'une réduction du nombre de voies, la première flèche est implantée à une distance L/2 en amont du point de référence constitué par le début de la ligne oblique de raccordement.

### Routes bidirectionnelles
Les interdistances entre flèches sont décroissantes comme indiqué dans le tableau ci-dessous :
| L     | Première interdistance | Deuxième interdistance | Distance à la ligne continue |
| ----- | ---------------------- | ---------------------- | ---------------------------- |
| 234 m | 7 x 13 = 91 m          | 6 x 13 = 78 m          | 5 x 13 = 65 m                |
| 195 m | 6 x 13 = 78 m          | 5 x 13 = 65 m          | 4 x 13 = 52 m                |
| 156 m | 5 x 13 = 65 m          | 4 x 13 = 52 m          | 3 x 13 = 39 m                |
| 117 m | 4 x 13 = 52 m          | 3 x 13 = 39 m          | 2 x 13 = 26 m                |
| 78 m  | 3 x 13 = 39 m          | 2 x 13 = 26 m          | 1 x 13 = 13 m                |
| 39 m  | 2 x 13 = 26 m          | {{{1}}}                |                              |

Pour une approche plus mnémotechnique, les interdistances peuvent être comptées en nombres de marques blanches en sus de la flèche :

Ligne d’annonce de ligne continue dans le cas d'une distance de 78 m correspondant à une V15 de 70 km/h

| L     | Première interdistance | Deuxième interdistance | Distance à la ligne continue |
| ----- | ---------------------- | ---------------------- | ---------------------------- |
| 234 m | 19                     | 16                     | 13                           |
| 195 m | 16                     | 13                     | 10                           |
| 156 m | 13                     | 10                     | 7                            |
| 117 m | 10                     | 7                      | 4                            |
| 78 m  | 7                      | 4                      | 1                            |
| 39 m  | 4                      | 1                      |                              |

### Autoroutes
Dans le cas d'une autoroute, pour augmenter la facilité d'insertion, la longueur du biseau de rabattement est portée à 2 L. On adopte alors la configuration suivante pour obtenir une meilleure répartition des flèches :
| V15      | L     | 2L    | Première interdistance | Deuxième interdistance |
| -------- | ----- | ----- | ---------------------- | ---------------------- |
| 80 km/h  | 117 m | 234 m | {{{1}}}                | {{{1}}}                |
| 100 km/h | 156 m | 312 m | {{{1}}}                | {{{1}}}                |
| 120 km/h | 234 m | 468 m | {{{1}}}                | {{{1}}}                |

## Contrôles de réalisation
De nombreuses anomalies sont couramment rencontrées sur le terrain dans le choix des équipements de signalisation ou leur implantation. Si elles ne présentent pas toutes un caractère accidentogène, elles participent en tout état de cause à une dévalorisation de la signalisation et troublent souvent la perception qu'a l'usager de la route et de son environnement.
Elles résultent d'une question que s'est posée à un moment le concepteur ou le gestionnaire, mais elles sont souvent dues à une méconnaissance des règles de l'art ou à une mauvaise réalisation.
Des contrôles doivent ainsi être faits à trois étapes :
- au niveau de la conception,
- pendant ou après la réalisation,
- dans le cadre d’un contrôle de sécurité d’infrastructures, dans l’hypothèse où les contrôles peuvent ne pas avoir été faits.

Pour les flèches de rabattement, on retiendra les contrôles les plus usuels suivants :

### Contrôles dimensionnels
Une flèche de rabattement est réalisée à l’aide d’un pochoir. Ainsi peut-on imaginer que les dimensions sont systématiquement respectées. Mais tel n’est souvent pas le cas. En effet le pochoir est en général en plusieurs parties, qui peuvent être mal assemblées sur le terrain. Le pochoir peut lui-même ne pas être conforme aux normes.
|  |  |  |

### Contrôles de blancheur
La flèche doit être visible de jour. Elle doit donc être blanche. L'examen visuel permet d'avoir un premier aperçu. Pour aller plus dans le détail, il convient d'utiliser un luminancemètre.

### Contrôles de rétroréflexion
La flèche doit être visible de nuit. Elle doit donc être rétroréfléchissante.
Un premier contrôle visuel simple peut être fait : le contrôleur se positionne face à la flèche avec le soleil dans le dos. Il peut alors immédiatement voir l'homogénéité ou l'hétérogénéité de la rétroréflexion. Pour aller plus dans le détail, il convient d'utiliser un rétroréflectomètre.